# 汽車之家
汽車之家（：ATHM，港交所：2518）是中華人民共和國一家汽車資訊網站。

## 历史
由李想創辦於2005年，总部位于北京海淀区丹棱街3号中国电子大厦B座10层。用戶可以在該網站查詢與選車、購車、換車等有關的內容。2013年12月11日，汽车之家在纽约证券交易所上市。2016年6月25日，中國平安成為汽車之家最大股東。2021年1月12日，汽车之家任命龙泉出任公司董事长兼CEO，全面负责公司的经营管理工作。2021年3月15日，汽车之家正式在联交所挂牌交易，股份代号2518 。2023年3月9日，汽车之家发布《2022年环境、社会及管治(ESG)报告》。

## 外部連結
- 官方网站